# Spider-Man: Beyond the Spider-Verse
Spider-Man: Beyond the Spider-Verse ist ein angekündigter US-amerikanischer Animationsfilm von Sony Pictures Animation, der der letzte Hauptfilm der Spider-Verse-Reihe sein soll. Er soll am 25. Juni 2027 in den Vereinigten Staaten erscheinen. 

## Produktion
Phil Lord und Christopher Miller verkündeten im Dezember 2021, dass Across the Spider-Verse in zwei Teilen erscheinen soll. Spider-Man: Across the Spider-Verse – Teil 2 wurde zu dem Zeitpunkt im Jahr 2023 erwartet. Im April 2022 wurde der zweite Film in Spider-Man: Beyond the Spider-Verse umbenannt.
Beteiligte am Film sagten anonym gegenüber der Website Vulture, dass es aufgrund von Verzögerungen im Produktionsprozess nicht möglich sei, den Film wie geplant zu veröffentlichen. Daraufhin räumten Lord und Miller ein, dass die Produktion „die benötigte Zeit brauchen werde“, um ihre Ansprüche zu erfüllen. Im Zuge des Streiks der Schauspielergewerkschaft SAG-AFTRA ab Ende Juli 2023 verschob sich der Start des Films schließlich auf unbestimmte Zeit, da von den Schauspielern keine Stimmen aufgenommen werden konnten. Zuvor war als Starttermin der 29. März 2024 genannt worden. Nach dem Ende des Streiks wurde die Produktion im Dezember wieder aufgenommen. Lange Zeit war ein Veröffentlichungstermin unklar.
Im Dezember 2024 kündigte Sony Pictures Animation an, dass Bob Persichetti und Justin K. Thompson Regie führen werden.
Im April 2025 wurde bekannt gegeben, dass der Film am 4. Juni 2027 in die Kinos kommen, zugleich wurden erste Bildausschnitt gezeigt. Zwischen Teil 2 und Teil 3 liegt also ungefähr die gleiche Zeit wie zwischen Teil 1 und Teil 2.